# ديريك هورتون
ديريك هورتون (بالإنجليزية: Derek Horton)‏ هو دراج أمريكي، ولد في 26 سبتمبر 1972 في Tamuning, Guam ‏ في الولايات المتحدة.

## وصلات خارجية
- ديريك هورتون على موقع الاتحاد الدولي للدراجات (الإنجليزية)
- ديريك هورتون على موقع أرشيف الدراجات (الإنجليزية)
- ديريك هورتون على موقع إحصائيات الدراجات الإحترافية (الإنجليزية)
- ديريك هورتون على موقع نسبة الدراجات (الإنجليزية)
- ديريك هورتون على موقع أوليمبيديا (الإنجليزية)